# Каракуль (Омська область)
Каракуль (рос. Каракуль) — присілок у Большереченському районі Омської області Російської Федерації.
Належить до муніципального утворення Уленкульське сільське поселення. Населення становить 85 осіб.

## Історія
Згідно із законом від 30 липня 2004 року органом місцевого самоврядування є Уленкульське сільське поселення.

## Населення
| 1926 | 2002 | 2010 |
| ---- | ---- | ---- |
| 228  | ↘99  | ↘85  |